# Brandpil
Brandpil är en pil som doppats i ett lättantändligt ämne eller har en trasa doppad i exempelvis olja knuten runt spetsen. Som namnet antyder var pilens syfte att orsaka bränder.
Brandpilen var känd redan under antiken. Grekerna använde vapnet tidigt och för romarna finns olika uppgifter. Enligt en auktor med namnet Nonius hade romarna sedan länge kännedom om redskapet men enligt andra auktorer användes brandpilen först under senare Romerska riket. Enligt Ammianus Marcellinus var det omöjligt att släcka brandpilen med vatten, elden måste därför kvävas med jord.
Brandpilar för katapult hittades bland annat i Dura-Europos.
En variant som hittades var sammansatt av ämnena järnpulver, salpeter och svavel. Järnpulvret blandades med salpeter och sedan förvarades blandningen i ett tygstycke som var dränkt med vax. Duken fästades vid pilen som dopades i flytande svavel. Efter att pilen var tänd fick den en temperatur mellan 900 och 1000 grader Celsius. Hela massan blev seg och klistrade sig fast vid målet.